# 李冕 (天順進士)
李冕（1430年—？），字文中，四川保寧府劍州人，明朝政治人物。軍籍，治《書經》。

## 生平
閏十二月二十七日生，行一。由府學生中式四川鄉試第六十九名舉人，會試中式第十七名。年三十五歲中式天順八年甲申科第二甲第二十五名進士。

## 家族
曾祖李坤；祖李福壽；父李慶，典史；母張氏。具慶下，妻魏氏，弟韺；瓚。